# Нессарг-ан-Пінатель
Нессарг-ан-Пінатель (фр. Neussargues en Pinatelle) — муніципалітет у Франції, у регіоні Овернь-Рона-Альпи, департамент Канталь. Нессарг-ан-Пінатель утворено 1 грудня 2016 року шляхом злиття муніципалітетів Сель, Шалінарг, Шаваньяк, Нессарг-Муассак i Сент-Анастазі. Адміністративним центром муніципалітету є Нессарг-Муассак. Населення — 1653 особи (01.01.2021).